# Banco Urquijo
El Banco Urquijo, denominat actualment Sabadell Urquijo Banca Privada, és un banc del Grup Banc Sabadell amb seu a Madrid. Ha obtingut dos anys consecutis el premi a millor banc espanyol de banca privada.

## Història
Banco Urquijo va ser fundat a la ciutat de Madrid l'any 1870 per Juan Manuel Urquijo Urrutia. L'any 2006 el Banc Sabadell el va absorbir integrant-lo a la divisió de banca privada.